# Hemigrammus coeruleus
Hemigrammus coeruleus är en fiskart som beskrevs av Durbin, 1908. Hemigrammus coeruleus ingår i släktet Hemigrammus och familjen Characidae. Inga underarter finns listade i Catalogue of Life.